# Nicholas Tufton, I conte di Thanet
Nicholas Tufton (Terling, 19 gennaio 1577 – Sapcote, 1º luglio 1631) è stato un nobile e politico inglese.

## Biografia
Nicholas Tufton era il figlio di sir John Tufton e di Christian Browne, figlia di sir Humphrey Browne, figlia di John Hussey, I barone Hussey di Sleaford, e della sua seconda moglie Anne Grey.
Tufton rappresentò Peterborough nel 1601 e il Kent dal 1624 al 1625 come membro del parlamento. Fu nominato cavaliere da re Giacomo I il 13 agosto 1603 e fu nominato giudice di pace del Kent e deputato luogotenente nel 1623. Successe suo padre come baronetto nel 1625, fu poi creato Barone di Tufton il 1º novembre 1626 e infine Conte di Thanet il 5 agosto 1628.
Acquistò il castello di Bodiam nel 1623. Gli succedette il figlio John Tufton, II conte di Thanet, avuto dal matrimonio con lady Frances Cecil, figlia di Thomas Cecil, I conte di Exeter.